# Brauberger zu Lübeck

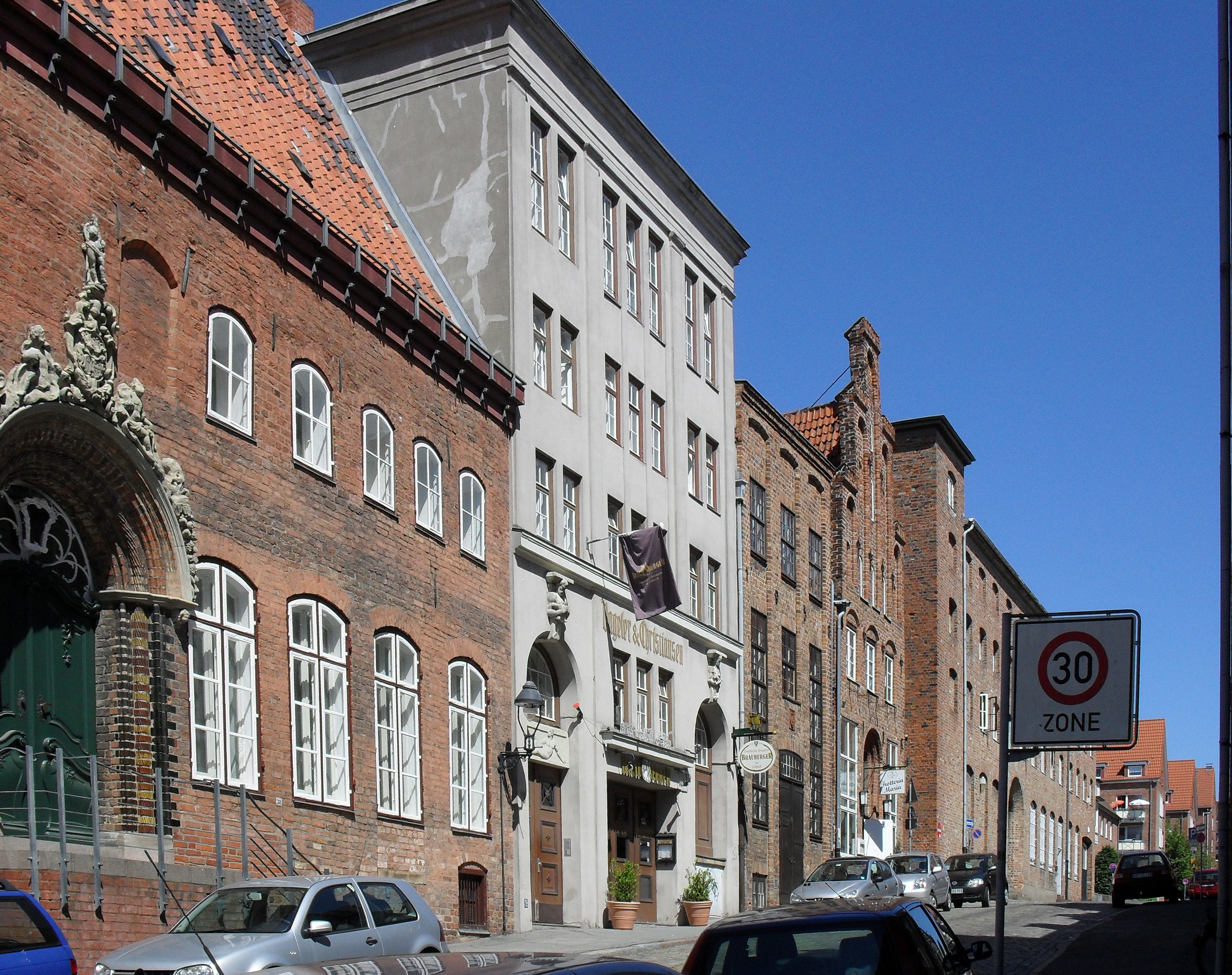
Im Gebäude Alfstraße 36 befindet sich Brauberger zu Lübeck (Mitte, weißes Gebäude)

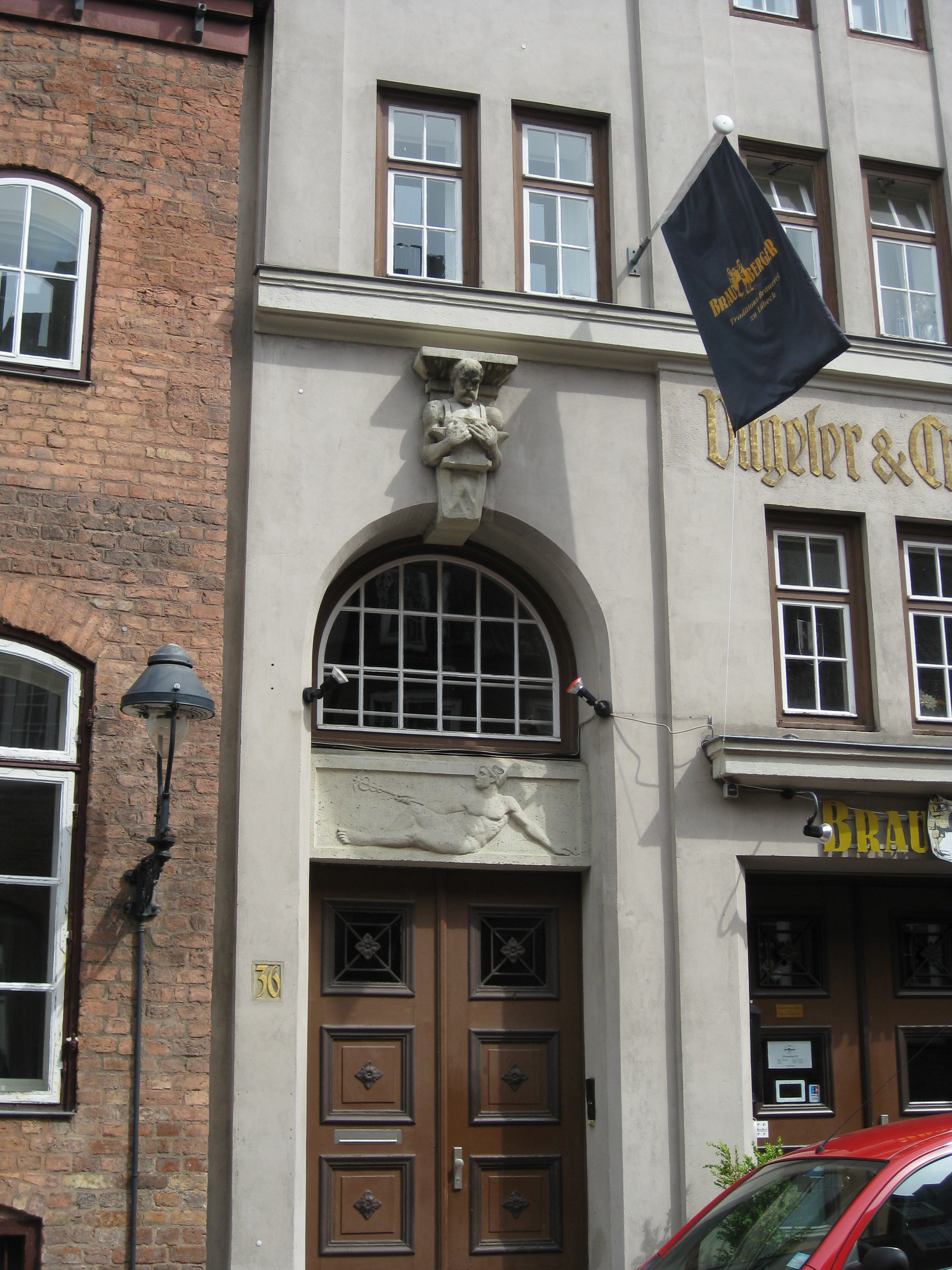
Jugendstilportal der Alfstraße 36

Die Brauberger Brauerei in der Alfstraße 36  in Lübeck wurde als Gasthausbrauerei am 3. Mai 1989 von Harald F. Berger gegründet.

## Brauerei
Ihr Konzept ist das Brauen von Zwickelbier, wie es bereits im Mittelalter hergestellt wurde. Die Brauerei beherbergt das älteste Kellergewölbe Lübecks, erbaut 1225. Dabei wird vollständig alles per Hand hergestellt, in Holzfässern gelagert und ausgeschenkt. Sie ist die letzte heute noch existierende Brauerei auf Lübecks Altstadtinsel. Am 1. Februar 2006 fand ein Inhaberwechsel statt, der neue Eigner, Thomas Rosenhahn, führt die alte Tradition fort.

## Gebäude
Das Kellergewölbe des Anfang des 20. Jahrhunderts im Jugendstil errichteten Gebäudes und die in den Kellern enthaltene Treppe steht unter Denkmalschutz. Der steinwerkartige Keller stammt aus dem 13. Jahrhundert. Vorher standen hier die ältesten Häuser der Lübecker Altstadt. Bei Grabungen auf dem Grundstück Alfstraße 36 und auf dem Nachbargrundstück Alfstraße 38 stießen die Archäologen der Bodendenkmalpflege auf die Fundamente von Holzhäusern, die dendrologisch auf die Zeit zwischen 1184 und 1195 datiert werden konnten. Beide Holzhäuser fielen einem der Stadtbrände des 13. Jahrhunderts zum Opfer, der sich nach der Chronik 1209 ereignet haben könnte. Der Nachfolgebau wurde über dem Schutt der Vorgängerbebauung errichtet, es war das älteste nachgewiesene Dielenhaus mit zeitgleichem (!) Seitenflügel in Lübeck. Beim Neubau Anfang des 20. Jahrhunderts wurde der Keller des Vorgängergebäudes einbezogen. Das Gebäude steht an einer Stelle, an der der Lübecker Altstadthügel ein besonders starkes Gefälle ausweist. Bei den beiden Außenportalen wird dies zur Wahrung der Symmetrie der Jugendstilfassade über eine Verkürzung des Oberlichts des rechten Portals ausgeglichen; beim linken Portal stellt also das Relief zwischen Tür und Oberlicht den Höhenausgleich her. Das Relief zeigt Hermes mit dem Caduceus und über dem Oberlicht als Agraffe das Relief eines Schmieds, der einen Amboss in den Händen hält – Zeichen für das Gewerbe der von 1919 bis 1983 hier ansässigen Eisenwarengroßhandlung Vageler & Christiansen, deren Namenszug noch die Fasse ziert.